# ژوران فیلیپویچ
ژوران فیلیپویچ (سیریلیک صربی: Зоран Филиповић؛ زادهٔ ۶ فوریهٔ ۱۹۵۳) بازیکن فوتبال اهل مونته‌نگرو است.
از باشگاه‌هایی که در آن بازی کرده‌است می‌توان به باشگاه فوتبال بنفیکا، باشگاه فوتبال کلوب بروخه، باشگاه فوتبال ستاره سرخ بلگراد، و باشگاه فوتبال بوآویستا اشاره کرد.
وی همچنین در تیم‌های ملی فوتبال Yugoslavia U20 و Yugoslavia U21 و یوگسلاوی بازی کرده‌است.